# 코일루오토섬

코일루오토 섬

코일루오토섬(핀란드어: Koiluoto, 러시아어: Койлуото)은 핀란드만에 위치한 섬으로, 러시아의 국경을 나누고 있다. 섬의 면적은 약 15,600m², 길이는 대략 200m, 너비는 110m이다. 핀란드 부분은 퀴멘락소 지역, 러시아 부분은 레닌그라드주에 속한다.